# Craig Barrett
Craig Barrett   (San Francisco, 29 d'agost de 1939) és un executiu que va estar com a President del consell d'administració d'Intel Corporation fins al maig de 2009. Esdevingué director executiu d'Intel el 1998, càrrec que va ocupar durant set anys.

## Carrera
Barrett va ser el president d'Intel a partir de 1997 i en fou director executiu de 1998 a 2005. Va liderar l'empresa en alguns dels seus pitjors moments, incloent l'explosió de la bombolla punt com i una greu recessió.
Després de retirar-se d'Intel, Barrett es va unir a la facultat de l'escola de negocis Thunderbird School of Global Management a Glendale, Arizona.
El 2010, va esdevenir codirector del Centre d'Innovació de Skolkovo a Rússia.